# Бесараб, Юрий Алексеевич
Юрий Алексеевич Бесара́б (укр. Юрій Олексі́йович Бесараб, род. 4 октября 1975, Винница), также известен как Юрий Круглов — украинский спортсмен и тренер, режиссёр, бывший PR-менеджер и литературный редактор компании GSC Game World. Является мастером спорта Украины международного класса, входил в сборную Украины по ушу, обладатель 1-го дуаня чан-цюань. Входил в студию по съёмке любительских кинофильмов «УПВ Арт Груп».

## Биография

### Ранняя жизнь
Родился 4 октября 1975 года в городе Винница, Украина. Окончил национальный университет физического воспитания и спорта Украины.
С 1996 по 2003 годы Юрий входил в состав сборной команды Украины по ушу. Принимал участие в шестом чемпионате мира по ушу, проходившем в 2001 году в Ереване, где занял третье место в категории «таолу цян (старый формат)». После этого стал мастером спорта Украины международного класса. Участвовал на Кубке мастеров Украины по ушу таолу, на котором занял 5 место.
В 2000 году в театр-студии «Каскадёр» Игоря Мыслывого начал заниматься постановкой и выполнением боёв, актёрскими работами в спектаклях.

### Работа в игровых компаниях

#### Начало работы в GSC
В процессе участия в литературном конкурсе был замечен и приглашён на работу GSC Game World в качестве литературного редактора и PR-менеджера. В феврале 2004 года он дал интервью GameSpot о предстоящей игре «S.T.A.L.K.E.R.: Тень Чернобыля». В декабре того же года был одним из победителей в литературном конкурсе, после чего его рассказы попали в сборник рассказов «S.T.A.L.K.E.R.: Тени Чернобыля» от издательства «Эксмо». Зимой 2004 года вместе с другими сотрудниками GSC побывал в Чернобыльской зоне в рамках экскурсии, организованной самой GSC Game World.
Как в любой компании есть свои плюсы и минусы. В принципе хороший коллектив, очень творческий, в PR-отделе у нас очень давние и тесные отношения.  Мы работаем в таком составе с 2003 года. Но как в любой большой компании, есть свои проволочки.
Конечно, есть своя специфика, это бо́льшая свобода и раскрепощенность. Коллектив молодой, здоровый, веселый, и это накладывает свои отпечатки на работу.Юрий про работу в GSC, 
Затем Юрий переключил своё внимание на другую игру GSC — «Казаки II: Наполеоновские войны». C 26 мая 2004 года был организатором конкурса на самый интересный вопрос от администраторов фан-порталов «Казаки II: Наполеоновские войны», переписывался в чате с фанатами, где отвечал на вопросы касательно игры. В 2004 и 2005 годах DTF опубликовали два дневника разработчиков, а также Юрий дал два интервью, в которых он рассказывал про игру. Участвовал в организации и проведении 28 декабря 2004 года первого в Киеве и 6 февраля 2005 года второго в Днепре плейтеста «Казаки II: Наполеоновские войны».

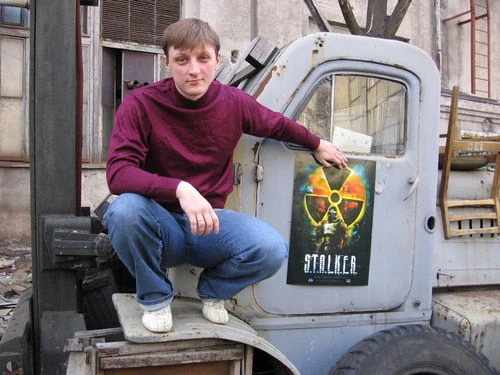
Юрий Бесараб на заводе «Росток», март 2007 года.

#### Уход из GSC
В марте 2005-го покинул компанию, поскольку в феврале того же года Юрия пригласили на работу в компанию Action Forms помочь с PR-менеджментом игры «Вивисектор: зверь внутри». Юрий участвовал от лица компании в выставке «Игроград» с 14 по 17 апреля. На ней была представлена демо-версия игры, для которой он написал сценарий. После выхода игры начал писать сценарий для игры «Приключения капитана Врунгеля», позже отменённой. Параллельно работая над сценарием, участвовал в PR-менеджменте игры «Бельтион: Свод Равновесия» в компании Rostok Games. Незадолго до выхода «S.T.A.L.K.E.R.: Тень Чернобыля», в декабре 2006 года, по приглашению Олега Яворского вернулся в GSC.

#### Возвращение в GSC
Был приглашён на мероприятие разработчиков S.T.A.L.K.E.R. Party 23 марта 2007 года, приуроченное к выходу игры. В августе 2007 года начал литературный конкурс на лучшие произведения по миру вселенной S.T.A.L.K.E.R., в котором вошёл в жюри. С 2007 года публиковал различные промоматериалы к «S.T.A.L.K.E.R.: Чистое небо», в частности дневники разработчиков. В 2008 году было объявлено о проведении конкурса синопсисов при поддержке сайта «Сценарист.ру». Юрий был в составе жюри, была создана тема на форуме сайта, где он отвечал на вопросы фанатов. В том же году 22 марта была проведена презентация по теме «S.T.A.L.K.E.R.: игра, книга, кино…» в контексте международной ассамблеи фантастики «Портал 2008» в национальном университете физического воспитания и спорта Украины. Участие в ней принял и Юрий.

### Дальнейшая карьера

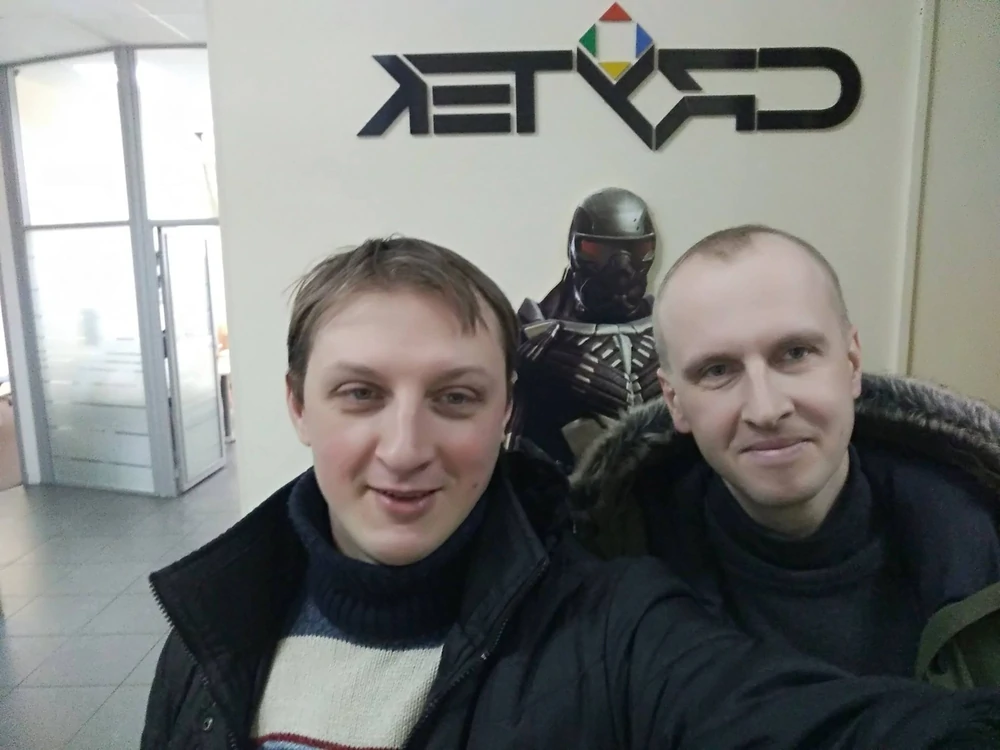
Юрий Бесараб вместе с Игорем Пасичным в офисе Crytek Kiev, 9 февраля 2017 года.

В ноябре покинул компанию по причине переезда в Ригу. В 2009 году получил приглашение стать администратором литературного портала LitStalker.Ru и брал интервью у различных людей, покинул проект летом 2010 года в связи с закрытием сайта. После переезда в Ригу начал работать тренером в спортивном клубе «Школа ушу „Улинь“». Клуб неоднократно участвовал и побеждал на Чемпионатах Латвии, Европы, Литвы и Балтии по ушу. Сам Юрий дал интервью латвийской газете «Суббота», в котором рассказал про клуб и про ушу.
Был организатором страйкбольных игр по S.T.A.L.K.E.R.. В 2013 году вышла книга «Кремль 2222. Легенды выживших», в которую вошёл рассказ «Уйти, чтобы остаться» за авторством Юрия. Вслед за этим выходит сольная книга Юрия «Кремль 2222. Юго-Запад».
С началом вторжения на Украину переехал из Риги в Киев.

### Участие в любительских фильмах
18 октября 2008 года совместно с «УПВ Art Group» презентовал короткометражный фильм во вселенной S.T.A.L.K.E.R. «Козырь» на показе любительского и независимого кино «Кино-Фронт 2008». Фильм не участвовал в конкурсе, поскольку снимался совместно с «УПВ Art Group» — организаторами мероприятия. Согласно самому Юрию, съёмки фильма длились семь дней, большинство сцен были сняты в выходные дни октября-ноября 2007 года. Фильм идёт 29 минут и, согласно словам Юрия, это было сделано специально. «Хороший фильм не тот, к которому есть что прибавить, а тот, у которого нечего отнять. Не думаю, что стоит растягивать сюжет „Козыря“, хронометраж не сделает фильм интереснее. Я даже стараюсь вырезать все лишнее, чтобы зрителю не было скучно при просмотре». Как заявляет Вячеслав Бугайов, представитель «УПВ Art Group»: «…он [Юрий] очень тщательно подходил ко всем съемкам. По натуре он, видимо, идеалист, поэтому — качество и максимальная отдача по всем фронтам проекта — для него само собой разумеющееся дело».
Юрий также снялся в фильме «Зоряна Помста» (с укр. — «Звёздная месть»), вышедшим в 2010 году, а также по сценарию Юрия был поставлен любительский фильм во вселенной S.T.A.L.K.E.R. «Скиф».

### S.T.A.L.K.E.R.
- Ежи Тумановский, Дмитрий Калинин, Ян Олешковский, Сергей Жидков, Роман Куликов, Юрий Круглов, Gall, Александр Дядищев. Тени Чернобыля. — твёрдая обложка. — М.: Эксмо, 26 марта 2007. — 448 с. — (S.T.A.L.K.E.R.). — 20 100 экз. — ISBN 978-5-699-20794-7. (рассказы «Мать» и «Байки из склепа»)

### Кремль 2222
- Силлов Д. О. Кремль 2222. Легенды выживших / под ред. Астрель-СПб. — АСТ, 2013-09-27. — 448 с. — 7000 экз. — ISBN 978-5-17-078454-7. (рассказ «Уйти, чтобы остаться»)
  - Силлов Д. О. Кремль 2222. Легенды выживших. — Litres, 2022-04-19. — 490 с. — ISBN 978-5-457-35694-8. (рассказ «Уйти, чтобы остаться»)
- Юрий Круглов. Кремль 2222. Юго-Запад / под ред. Астрель-СПб. — АСТ, 2013-10-14. — 416 с. — 6500 экз. — ISBN 978-5-17-079786-8.
  - Юрий Круглов. Кремль 2222. Юго-Запад. — Litres, 2022-04-19. — 377 с. — ISBN 978-5-457-54505-2.

### Побег от неизвестного
- Юрий Круглов. Побег от неизвестного. — Самиздат, 2015-09-27. — 170 с.

## Фильмография

### Актёр
| Год  |     | Название      | Роль                        |
| ---- | --- | ------------- | --------------------------- |
| 2007 | кор | Зоряна Помста | Путешественник во времени   |
| 2007 | ф   | Козырь        | Режиссёр                    |
| 2007 | кор | Тень          | Идея и постановка, охранник |
| 2007 | ф   | Скиф          | Сценарист                   |
| 2016 | кор | Джедай        | "Джедай"/Ошибшийся номером  |
| 2016 | кор | Писатель      | Друг                        |
| 2016 | кор | Эзотерик      | Пациент                     |

### Помощник режиссёра
- 2016[75] — Sigulda and Turaida view
- 2016[76] — Полдень

### Пост-продакшн
- 2016[77] — Эзотерик